# Avenzoar
Abou Merwan Ibn Zuhr (ابن زهر) (Avenzoar, Abumeron, ibn-Zohr), né en 1073 à Peñaflor, près de Séville, capitale du royaume de Taïfa de Séville ou vers 1091 et mort à Séville en 1162, connu en Occident sous le nom d'Avenzoar, est un arabe de la tribu des Liyad, savant de la civilisation arabo-musulmane, principalement médecin, de l'empire almoravide.
Célèbre pour  son habileté en médecine, il a eu pour disciple Averroès. Il est aussi l'auteur de mouachahat devenus célèbres dans le répertoire musical arabe[réf. nécessaire].

## Biographie
Fils et petit-fils de médecin arabe d'al-Ándalus, Ibn Zuhr étudie d'abord la théologie avant de se tourner vers la médecine. Il étudie à l'université médicale de Cordoue. Après un court passage à Bagdad et au Caire, il retourne chez lui et s'enrôle en tant que médecin au service des Almoravides. Persécuté durant le règne de Tachfine ben Ali, il travaille au palais de Marrakech et fait même quelques années de prison. Il gardera de cette mésaventure un ressentiment profond envers la famille régnante. Sous le règne des Almohades, il est appointé comme médecin et nommé vizir par le sultan Abd al-Mumin.
Il retourne à Séville peu après. Grand maître en médecine, il a pour disciple Averroès. À la demande de ce dernier, il écrit le livre Kitab al-Taisir fi al-Mudawat wa al-Tadbir  (le livre de la simplification des traitements et régimes), traité de pratique médicale qui eut un grand retentissement dans le monde latin médiéval, après sa traduction vers la fin du XIIIe siècle.
Son travail se situe dans la lignée d'Hippocrate et de Galien, mais il s'en démarque par son goût pour la pratique et l'expérimentation :
1. Il a été le premier à réaliser des expérimentations sur les animaux avant de les appliquer aux hommes.
2. Il a été le premier à faire une description détaillée de la trachéotomie en observant les effets expérimentaux sur une chèvre[5]. Il a eu l'idée de nourrir les malades présentant une paralysie du pharynx ou une dysphagie irréversible, par sonde trachéale ou rectale[5].
3. Traite de manière pertinente et décrit pour la première fois les épanchements péricardiques, les abcès du péricarde, les tumeurs médiastinales[5] ainsi que les inflammations de l'oreille moyenne.
4. Comme clinicien, il a fait des descriptions cliniques de tuberculose intestinale,
5. Il a concentré ses efforts sur la prophylaxie et la thérapeutique et s'est intéressé aux affections cérébrales. Il a écrit l'un des meilleurs traités de médecine clinique arabe, il renferme des études pertinentes sur les maladies du cerveau et du système nerveux central, en particulier sur les comas, l'apoplexie, les convulsions, les épilepsies, les tremblements, la migraine, l'hémiplégie, l'hydrocéphalie[5] voire les états de démence et la catatonie.
6. Il décrit également le traitement des luxations de vertèbres cervicales.

Son érudition lui a valu le nom de "Sage célèbre". Il meurt à Séville d'une tumeur qu'il tentait de traiter lui-même et dont il observait l'évolution.

## Traités
Ibn Zuhr est un écrivain très prolifique, on connaît au moins neuf de ses traités. Son traité le plus célèbre, Le Teysir (Kitab al-Taisir fi al-Mudawat wa al-Tadbir), a été traduit en latin sous le titre Rectificatio medicationis et regiminis, Venise, 1490, Lyon, 1531
Il a également laissé deux traités des Fièvres, traduits en latin à Venise, en 1578, qui contiennent encore aujourd'hui des informations pertinentes.
Certains de ces ouvrages ont disparu, comme Kitab al-Zira (Traité sur l'embellissement) et Maqala fi 'ilal al-Kula (Traité des maladies des reins). Il a écrit deux autres livres qui ont très vite fait autorité :
- Kitab al-Iqtisad fi Islah Al-Anfus wa al-Ajsad (Livre sur la réforme des âmes et des corps) fait le bilan sur différentes maladies, différentes thérapeutiques, et sur l'hygiène. Il y aborde le rôle de la psychologie dans le traitement ; ce livre est abordable par le profane.
- Kitab al-Aghziya (Le Livre des denrées alimentaires) traite de plusieurs médicaments et de l'importance des denrées alimentaires et de la nutrition et de leurs effets sur la santé. Ce livre a été traduit en latin sous le titre de De regimine sanitatis[8].

## Édition en français
- Ibn Zuhr de Séville (trad. Fadila Bouamrane), Le traité médical [« Kitab al-Taysir »], Paris, Éditions Vrin, 2010, 476 p. (ISBN 978-2-7116-2281-8, présentation en ligne)